# Полицаи и престъпници: Голямата ченгеджийница
Полицаи и престъпници: Голямата ченгеджийница е български криминален игрален филм от 1993 година на режисьора Стефан Гърдев. Филмът е от една поредица с „Трафик“ и „Нощта на самодивите“, където Христо Шопов играе ролята на полицай. Оператор Венец Димитров. Музиката е на Ценко Минкин, а художник е Олга Афиногенова.
Първи филм от тв сериала „Полицаи и престъпници“ .

## Сюжет
Бензиностанция е ограбена от двама престъпници. Криминалистите тръгват по следите им, като постепенно разбират че зад обира стои техен бивш колега. Полицията разполага с оскъдни и объркващи доказателства, но успява да внедри инспектор Сашо в средите на един от заподозрените, бивш полицай, минал от тъмната страна, забравяйки реда и закона. С развитието на случая, Сашо ще разкрие, че престъпникът всъщност планира мащабен обир.

## Актьорски състав
| Роля                                               | Изпълнител          |
| -------------------------------------------------- | ------------------- |
| полковник, началник на следствен отдел в полицията | Наум Шопов          |
| Сашо Димов                                         | Христо Шопов        |
| капитан Тонев                                      | Ириней Константинов |
| бивш капитан Даниел Мицов, частен детектив         | Любен Чаталов       |
| приятелката на Сашо                                | Албена Чакърова     |
| Банана                                             | Велизар Бинев       |
| Мери „Звездата“, любовницата на Гоцев              | Марина Манолова     |
| Марин Гоцев, директор на банката                   | Петър Дончев        |
|                                                    | Виктор Ангелов      |
|                                                    | Иван Урумов         |